# Igeler Säule

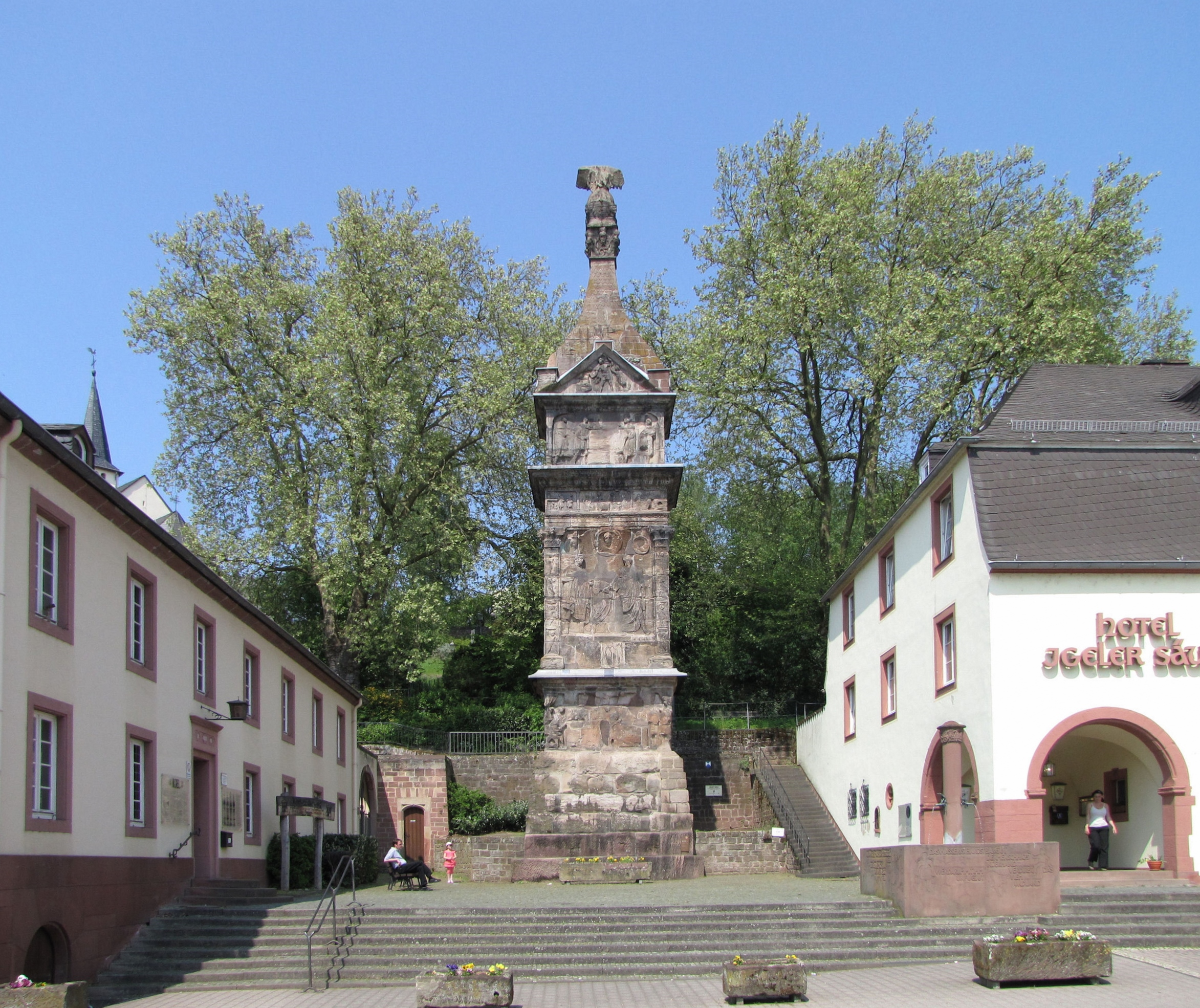
De Igeler Säule in Igel

De Igeler Säule (Zuil van Igel) is een 23 meter hoog zandstenen grafmonument in het Duitse dorp Igel, gelegen op 9 km ten westen van Trier, aan de linkeroever van de Moezel. Het monument is Romeins en dateert uit de 3e eeuw na Chr.
Een op de voorzijde aangebrachte inscriptie vermeldt de gebroeders Secundinius Aventinus en Secundinius Securus, die tijdens hun leven het monument oprichtten voor zichzelf en voor hun familieleden.
De reliëfs op de vier zijden zijn uitgevoerd in provinciaal-Romeinse stijl en waren oorspronkelijk kleurrijk beschilderd. Ze stellen overwegend taferelen uit de antieke mythologie voor: Achilles (O), Perseus en Andromeda (W), daden en apotheose van Hercules (N). Ook worden taferelen uitgebeeld uit het dagelijks leven van de opdrachtgevers, die vermogende textielhandelaars waren in het nabijgelegen Augusta Treverorum. Het grafmonument wordt bekroond door de adelaar van Jupiter die Ganymedes naar de Olympus voert.
Hoewel de Igeler Säule een grafmonument was, werden geen stoffelijke resten van personen teruggevonden. Zijn goede bewaring heeft het monument wellicht te danken aan een vergissing. Ten onrechte werd het hoofdreliëf aan de voorzijde in christelijke tijden geïnterpreteerd als het huwelijk van Constantius Chlorus en Flavia Julia Helena, de beide ouders van keizer Constantijn de Grote. Daarom genoot het kerkelijke bescherming. In de laat-Romeinse tijd werd het ook als mijlpaal gebruikt: van hier uit was het nog exact 4 leugae (d.i. 8,8 km) tot Trier.
Op grond van zijn cultuurhistorische waarde werd de Igeler Säule in 1986 opgenomen in de Werelderfgoedlijst als onderdeel van de inschrijving Romeinse monumenten, Dom en Onze-Lieve-Vrouwekerk van Trier. Het monument is afgebeeld op talloze schilderijen en prenten vanaf de 17e eeuw. In het Rheinisches Landesmuseum Trier bevindt zich een getrouwe replica, waarop de oorspronkelijke kleuren worden weergegeven.

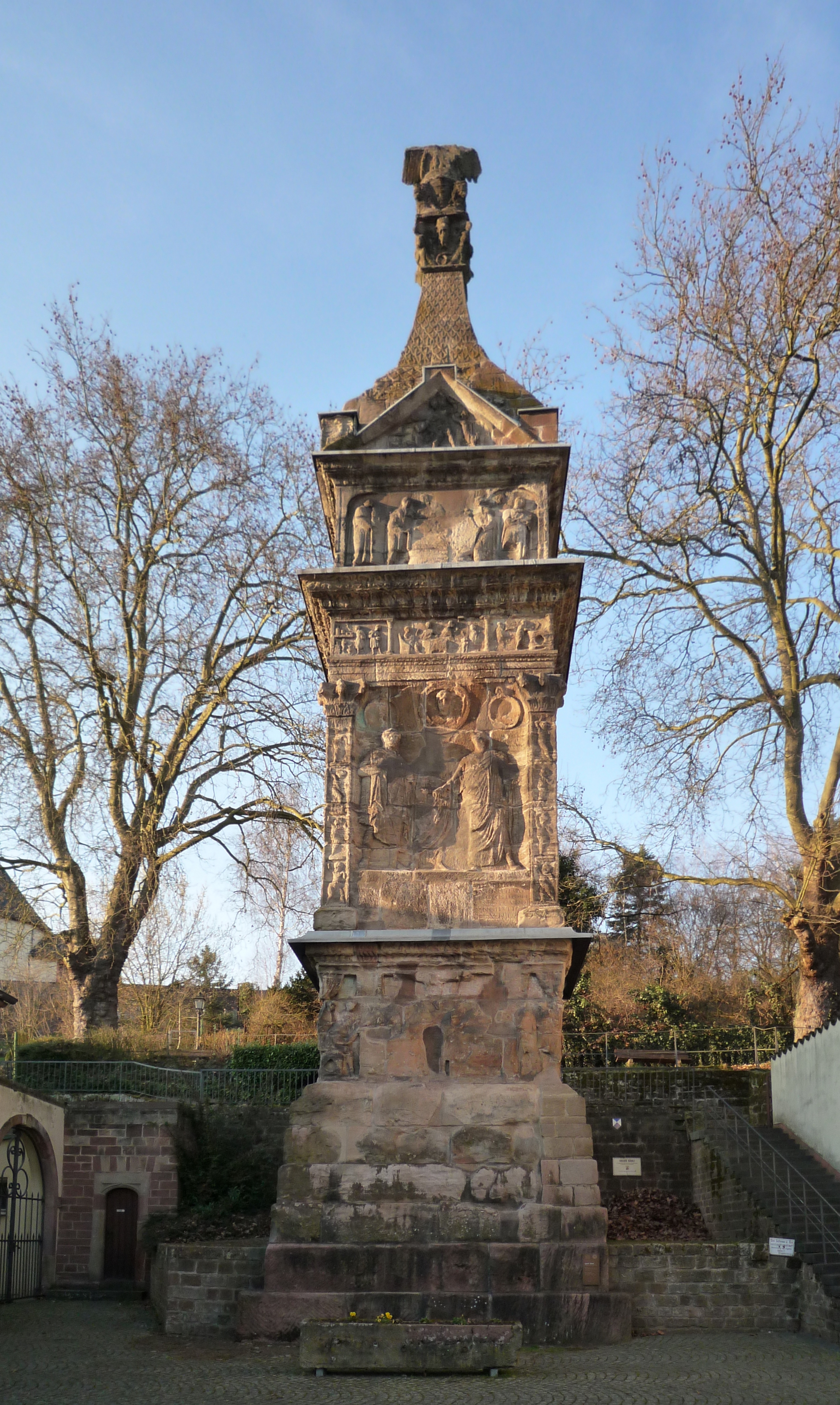
Voorzijde
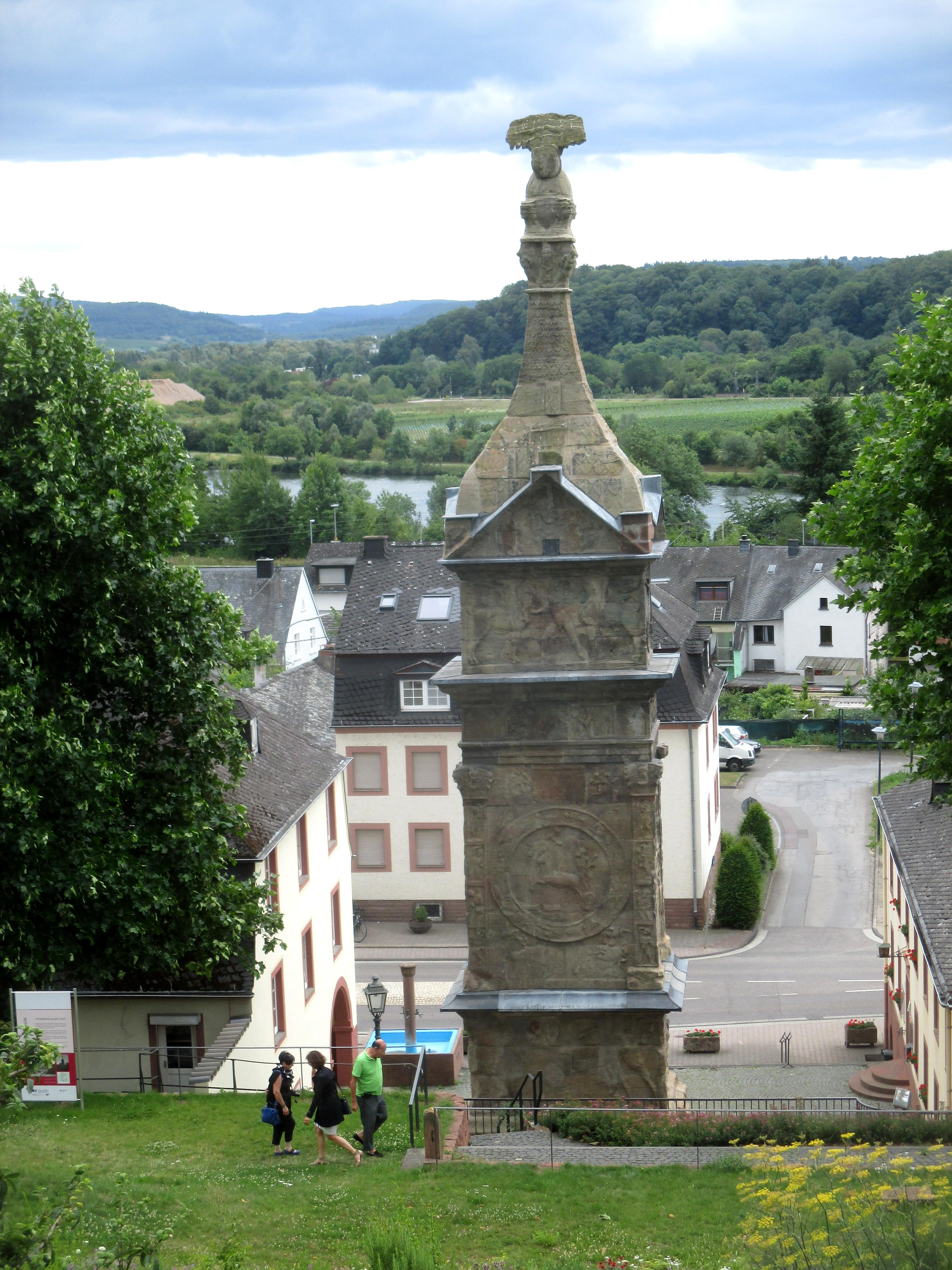
Achterzijde
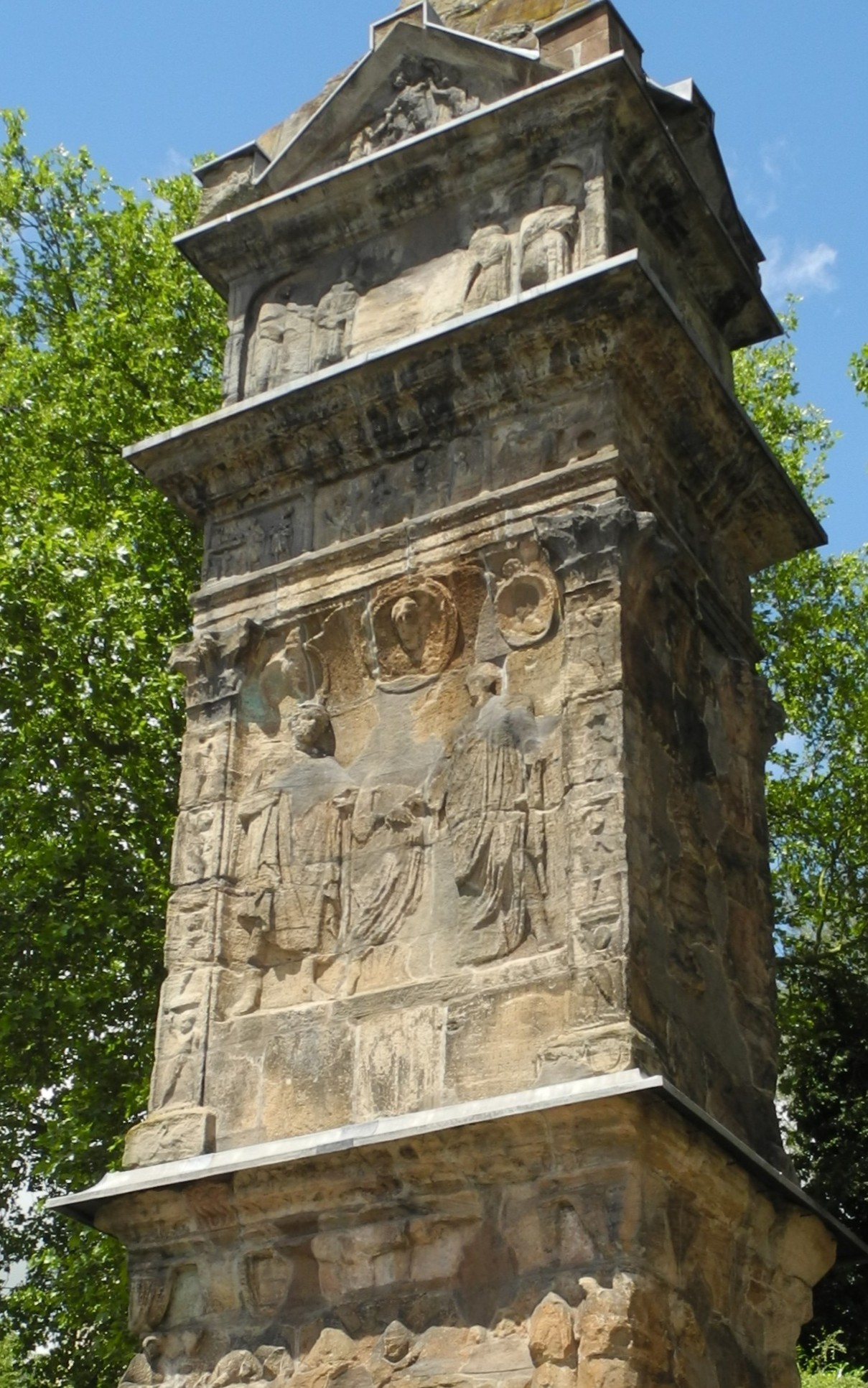
Detail middenreliëf
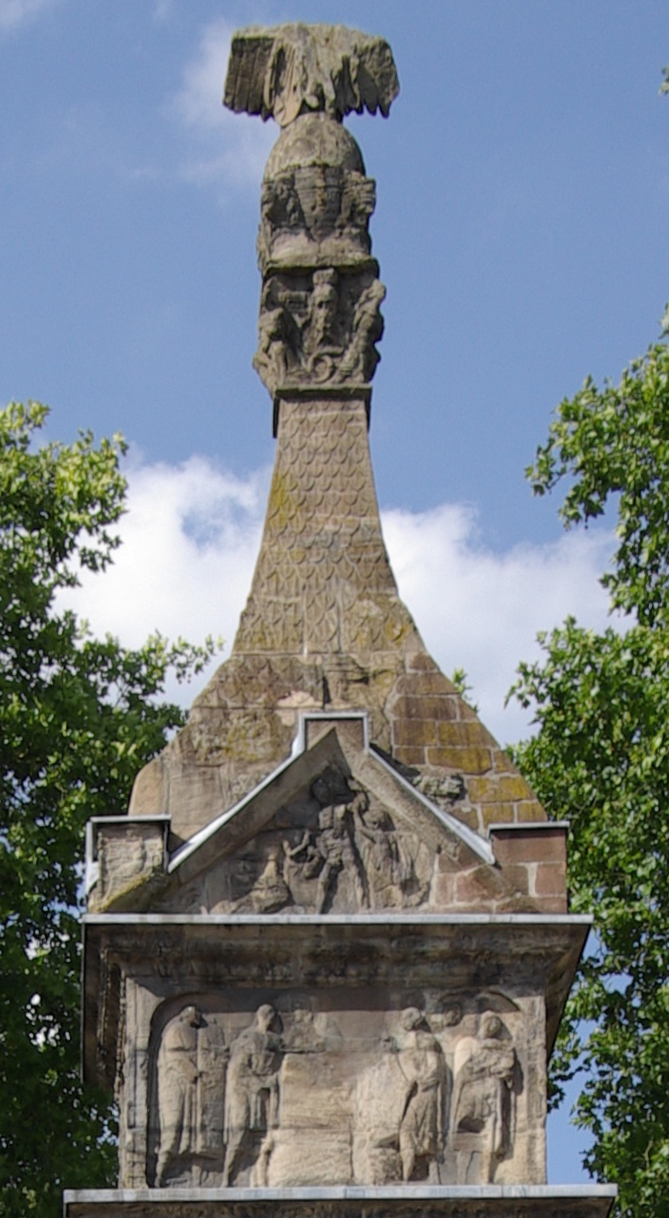
Detail top
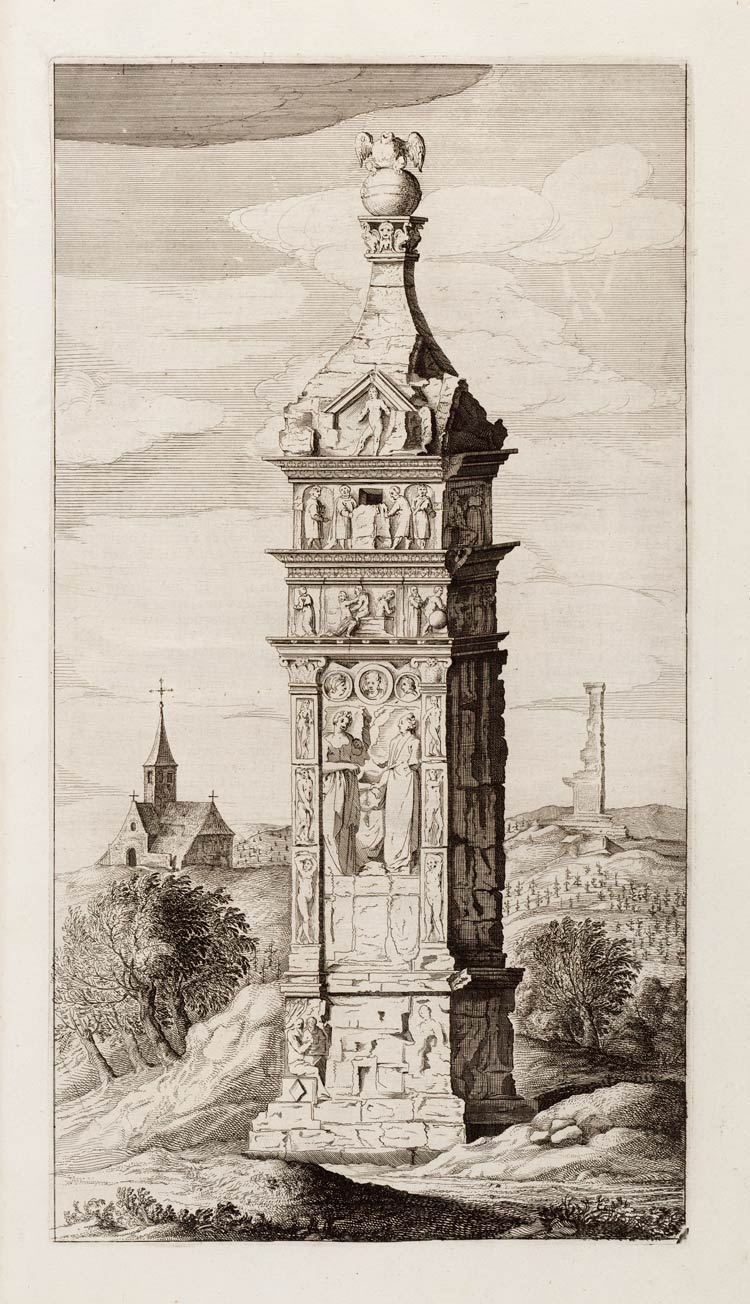
Joan Blaeu, 1649
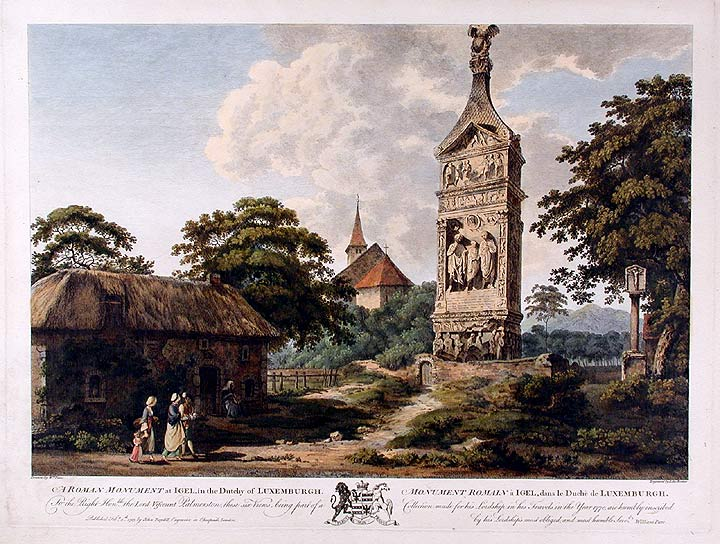
William Pars, 1783
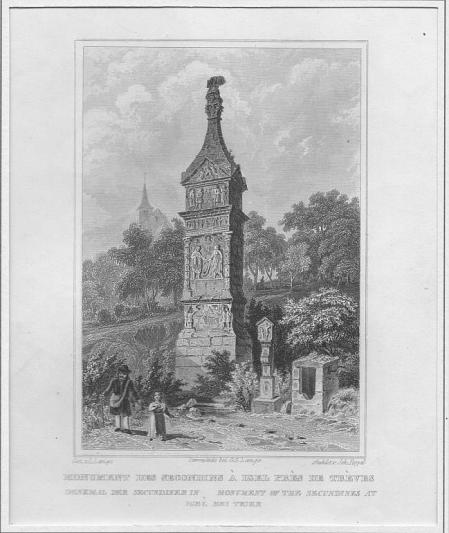
Johann Poppel, 1850
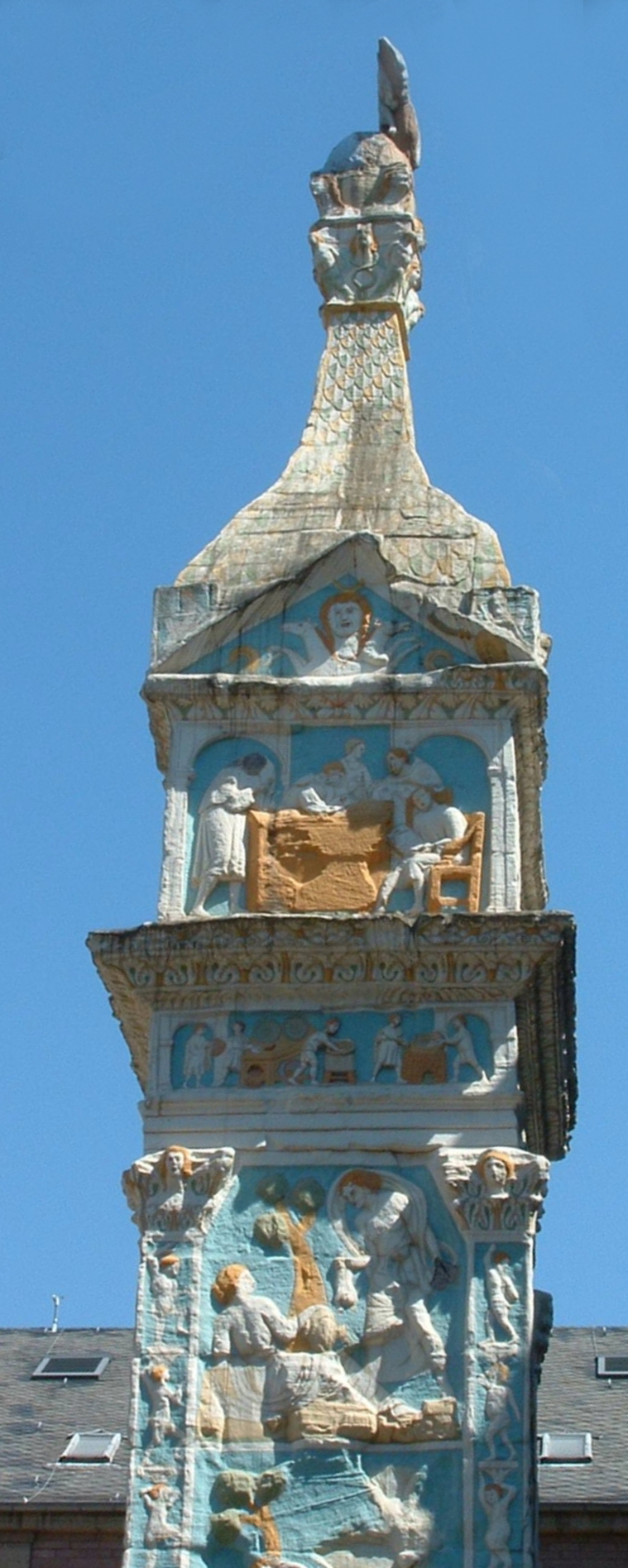
Gepolychromeerde replica

Dom van Aken · Abdij en Altenmünster van Lorsch · Slot Augustusburg en slot Falkenlust in Brühl · Bamberg · Bauhaus en zijn sites in Weimar, Dessau en Bernau · Klassiek Weimar · Fagusfabriek · Rammelsbergmijnen en historische stad Goslar · Dom van Keulen · Hanzestad Lübeck · Luthergedenkplaatsen in Eisleben en Wittenberg · Abdij van Maulbronn · Groeve Messel · Fürst-Pückler-Park Bad Muskau · Kloostereiland Reichenau · Museuminsel in Berlijn · Parklandschap Dessau-Wörlitz · Stiftskerk, kasteel en historisch centrum van Quedlinburg · Bedevaartskerk van Wies · Historisch centrum van Regensburg met Stadtamhof · Romeinse monumenten, Dom en Onze-Lieve-Vrouwekerk in Trier · Oude en voorhistorische beukenbossen van de Karpaten en andere regio's van Europa · Paleizen en parken van Potsdam en Berlijn · Michaeliskirche en Dom van Hildesheim · Dom van Speyer · Historisch centrum van Stralsund en Wismar · Stadhuis en Rolandstandbeeld van Bremen · Grenzen van het Romeinse Rijk: Opper-Germaans-Raetische limes · Bovenloop van het Midden-Rijndal · IJzersmelterij van Völklingen · Kasteel Wartburg · Residentie van Würzburg · Kolenmijn en industriecomplex Zeche Zollverein in Essen · Modernistische woonwijken in Berlijn · Waddenzee · Prehistorische paalwoningen in de Alpen · Markgrafelijk Operahuis in Bayreuth · Bergpark Wilhelmshöhe · Karolingisch westwerk en Civitas Corvey · Speicherstadt en het Kontorhausviertel met het Chilehaus in Hamburg · Architecturaal werk van Le Corbusier (Weißenhofsiedlung) · Grotten en kunst uit de ijstijd in de Zwabische Jura · Archeologisch grenslandschap van Hedeby en de Danevirke · Dom van Naumburg ·  Mijnstreek Erzgebirge/Krušnohoří · Waterbeheersysteem van Augsburg · Historische kuuroorden van Europa (Bad Ems, Baden-Baden en Bad Kissingen) · Mathildenhöhe Darmstadt · Grenzen van het Romeinse Rijk - De Neder-Germaanse limes · ShUM-sites van Speyer, Worms en Mainz · Grenzen van het Romeinse Rijk - De Donaulimes (Westelijk gedeelte)  · Joods-middeleeuws erfgoed van Erfurt · Complex van de residentie van Schwerin · Moravische kerknederzettingen (Herrnhut)